# Тафт (Луїзіана)
Тафт (англ. Taft) — переписна місцевість (CDP) в США, в окрузі Сент-Чарлз штату Луїзіана. Населення — 61 особа (2020).

## Географія
Тафт розташований за координатами 29°59′6″ пн. ш. 90°27′9″ зх. д. / 29.98500° пн. ш. 90.45250° зх. д. (29.985128, -90.452429).  За даними Бюро перепису населення США в 2010 році переписна місцевість мала площу 14,60 км², з яких 12,90 км² — суходіл та 1,70 км² — водойми.

## Демографія
Згідно з переписом 2010 року, у переписній місцевості мешкали 63 особи в 25 домогосподарствах у складі 15 родин. Густота населення становила 4 особи/км².  Було 28 помешкань (2/км²).
Расовий склад населення:
| - 100,0 % — білих |

До двох чи більше рас належало 0,0 %. Частка іспаномовних становила 3,2 % від усіх жителів.
За віковим діапазоном населення розподілялося таким чином: 28,6 % — особи молодші 18 років, 65,1 % — особи у віці 18—64 років, 6,3 % — особи у віці 65 років та старші. Медіана віку мешканця становила 26,3 року. На 100 осіб жіночої статі у переписній місцевості припадало 96,9 чоловіків;  на 100 жінок у віці від 18 років та старших — 87,5 чоловіків також старших 18 років.
Цивільне працевлаштоване населення становило 46 осіб. Основні галузі зайнятості: транспорт — 63,0 %, виробництво — 37,0 %.